# Meine schöne Schwiegermutter
Meine schöne Schwiegermutter (Originaltitel: Belle maman) ist eine französische Filmkomödie von Gabriel Aghion aus dem Jahr 1999. Als literarische Vorlage diente ein Roman von Jean-Marie Duprez.

## Handlung
Der Pariser Anwalt Antoine will aus seiner schwangeren Freundin und Kollegin Séverine eine ehrbare Frau machen. Als er mit ihr vor dem Traualtar steht, begegnet er zum ersten Mal seiner zukünftigen Schwiegermutter Léa, die mit ihrem aus der Karibik stammenden Freund Grégoire auf den Bahamas lebt. Antoine verliebt sich sofort in die attraktive Frau. Während die Hochzeit gefeiert wird, veranstaltet Léa spontan ihre eigene Feier in einer Unisex-Toilette. Als Séverine und ihr Vater Paul dazustoßen und sie Antoine unter den Tanzenden finden, ist die Feier abrupt zu Ende. Séverine ist wütend, dass ihre Mutter ihr an ihrem Hochzeitstag die Schau gestohlen hat.
Séverine bringt schließlich eine Tochter namens Pauline zur Welt. Als Léa das Krankenhaus verlässt, wird sie von einem Jugendlichen angerempelt. Sie raucht mit ihm dessen Joint und wird anschließend von der Polizei festgenommen, weil sie sich als Besitzerin des Joints ausgegeben hat. Antoine sorgt dafür, dass sie aus der Untersuchungshaft wieder entlassen wird. Danach gehen sie zu zweit essen. Als sie zusammen ein Taxi nehmen, kann sich Antoine nicht länger beherrschen. Er küsst sie stürmisch, wofür ihm Léa eine Ohrfeige verpasst. Aus Rücksicht auf ihre Tochter versucht Léa, ihrem Schwiegersohn in der Folge aus dem Weg zu gehen. Sie reist schließlich wieder ab.
Ein paar Monate später wird die gesamte Familie auf die Bahamas eingeladen, wo Léas Mutter Nicou mit ihrer Lebensgefährtin Brigitte ihren 70. Geburtstag feiern will. Léa ist weiterhin kühl zu Antoine, der sich davon jedoch nicht entmutigen lässt. Als Séverine mit ihm und Pauline wieder Richtung Frankreich abreisen will, gibt Antoine vor, seinen Pass verloren zu haben. Séverine fliegt schließlich ohne ihn. Antoine fährt stattdessen mit Léa zurück in ihr Haus. Als sie die Nachricht von einem gestrandeten Wal erhalten, machen sich Nicou, Léa und Antoine sofort auf den Weg an den Strand. Während Nicou und Antoine mit Einheimischen den Wal zurück ins Meer schieben, macht Léa begeistert Fotos von ihnen. Sie bringt Antoine schließlich erneut zum Flugplatz. Bevor er abfliegt, gibt ihr Antoine einen Kuss und gesteht ihr seine Liebe. Léa ist dabei den Tränen nahe.
Zurück in Paris kann Antoine nur noch an Léa denken, sodass er Séverine zunehmend vernachlässigt. Als Grégoire unerwartet ums Leben kommt, kehren auch Léa, Nicou und Brigitte nach Paris zurück. Léa erhält einen Job beim Fernsehen und sucht nun nach einer passenden Wohnung. Sie bittet Antoine, ihr als fachkundiger Anwalt bei den Verhandlungen mit dem Immobilienmakler zu helfen. Antoine kommt sofort vorbei und sorgt dafür, dass Léa die Wohnung zu einem günstigeren Mietpreis erhält. Daraufhin gehen sie zusammen in die Oper. Bei einem gemeinsamen Familienessen erzählt Léa, dass sie einen Mann beim Fernsehen kennengelernt habe. Antoine ist sofort eifersüchtig und bekommt einen Tobsuchtsanfall. Dabei werden seine Gefühle für seine Schwiegermutter für alle offensichtlich. Er verschwindet und kehrt nicht nach Hause zurück. Léa, die ihrer Tochter versichert, dass nichts zwischen ihr und Antoine gewesen sei, findet ihn schließlich im Keller einer Buchhandlung, die seiner mit einem Alkoholproblem behafteten Mutter Josette gehört. Sie küssen sich und schlafen anschließend miteinander. Séverine ruft derweil ihren Vater an und sagt ihm, dass Antoine sie für ihre Mutter verlassen habe. Ihr Vater heiratet daraufhin eine Prostituierte auf einem Schloss. Séverine hat inzwischen einen anderen gefunden und auch Léa und Antoine zeigen sich als glückliches Paar.

## Hintergrund

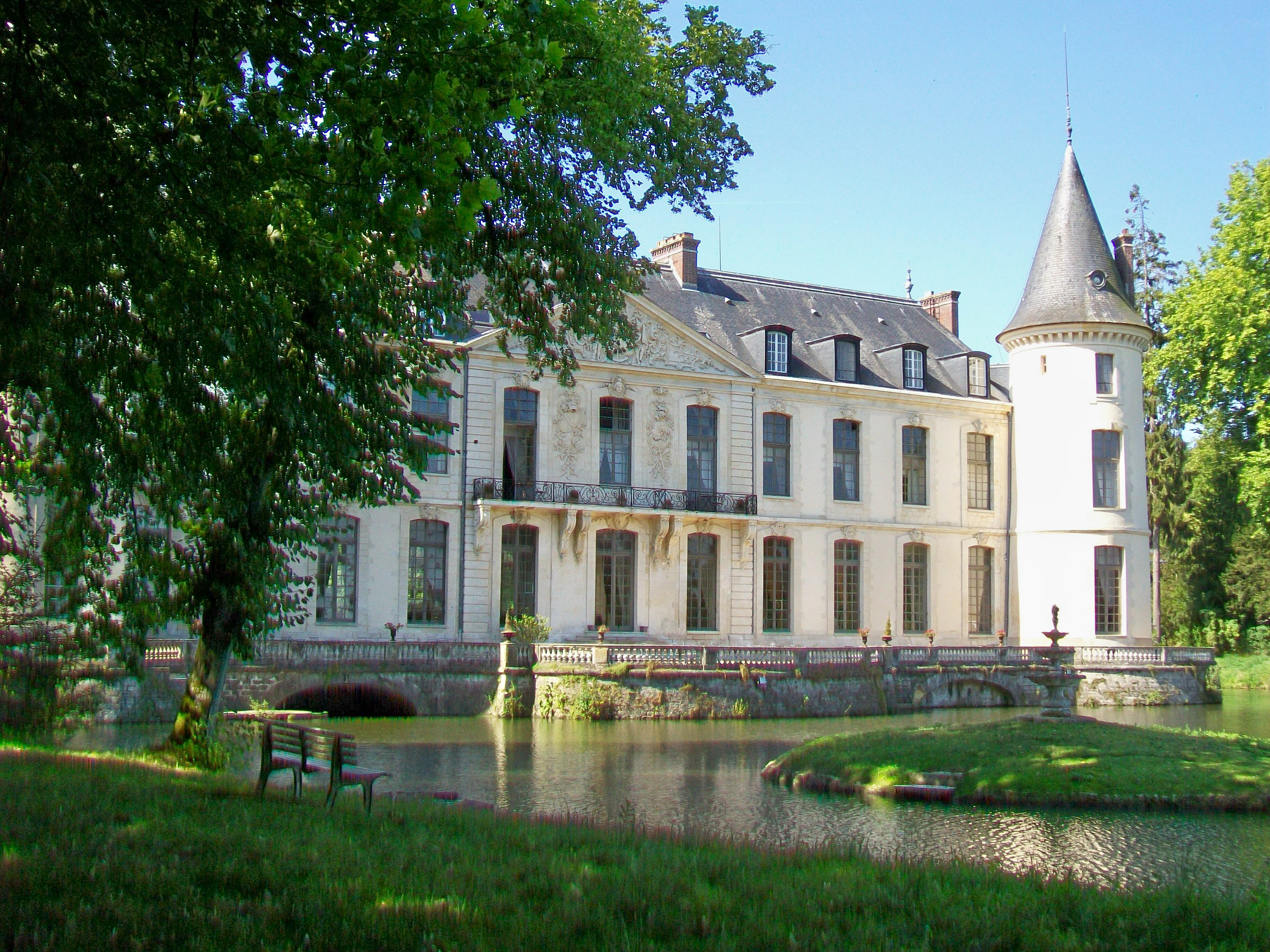
Das Schloss von Ermenonville, der Drehort der letzten Szene

In Meine schöne Schwiegermutter spielte Catherine Deneuve nach Der Buschpilot (1983) erstmals wieder in einer Komödie. Die Rolle der Léa war jedoch ursprünglich nicht für sie, sondern für Catherine Jacob vorgesehen. Patrick Timsit, der mit Aghion bereits Auch Männer mögen’s heiß! (1996) gedreht hatte und eigentlich den Antoine spielen sollte, hatte Deneuve letztlich vorgeschlagen. Timsit entschied sich wiederum, einen anderen Film zu drehen. Die Rolle des Antoine wurde daraufhin Alain Chabat angeboten und schließlich auch Vincent Lindon. Die Dreharbeiten fanden 1998 in Paris und auf Martinique statt. Für das Szenenbild war Dan Weil zuständig, die Kostüme entwarf Jackie Budin. Als Budget standen dem Film 10,15 Millionen Euro zur Verfügung.
Am 10. März 1999 wurde Meine schöne Schwiegermutter in Frankreich uraufgeführt, wo sich die Filmkomödie mit rund 1,26 Millionen Zuschauern zum Kinohit entwickelte. In Deutschland wurde der Film erstmals am 9. Juni 2002 vom ZDF im Fernsehen gezeigt.

## Kritiken
Für das Lexikon des internationalen Films war Meine schöne Schwiegermutter eine „[c]harmante Komödie um eine ‚amour fou‘ und die Macht der Gefühle“. Der Film sei „überzeugend gespiel[t]“, der Fokus liege dabei auf Catherine Deneuve, „die dem gleich auf mehreren Ebenen spielenden Sujet Glaubwürdigkeit verleiht“. Cinema bezeichnete den Film als „bunt-amüsante und mit Schauspielern wie Stéphane Audran toll besetzte Komödie“, die „auf typisch französische Weise lebenslustig und unverkrampft“ sei. Das Fazit lautete: „Freches Plädoyer für gute Familienbeziehungen.“

## Auszeichnungen
Bei der César-Verleihung 2000 war Line Renaud, die im Film die Rolle der Nicou spielte, für den César als beste Nebendarstellerin nominiert, den letztlich Charlotte Gainsbourg in La Bûche gewann.

## Deutsche Fassung
Die deutsche Synchronfassung entstand bei der Bavaria Film Synchron in München. Das Dialogbuch schrieb Helga Trümper, die auch die Dialogregie und die Synchronisation von Catherine Deneuve übernahm.
| Rolle    | Darsteller        | Synchronsprecher         |
| -------- | ----------------- | ------------------------ |
| Léa      | Catherine Deneuve | Helga Trümper            |
| Antoine  | Vincent Lindon    | Pierre Peters-Arnolds    |
| Séverine | Mathilde Seigner  | Christine Stichler       |
| Nicou    | Line Renaud       | Karin Kernke             |
| Brigitte | Stéphane Audran   | Viktoria Brams           |
| Josette  | Danièle Lebrun    | Katharina Lopinski       |
| Paul     | Jean Yanne        | Bert Franzke             |
| Pascal   | Artus de Penguern | Tobias Lelle             |
| Nathalie | Françoise Lépine  | Marina Köhler            |
| Grégoire | Idris Elba        | David Michael Williamson |